# Conrad Zellweger (politico 1664)
Conrad Zellweger (Trogen, circa 28 settembre 1664 – Trogen, 10 luglio 1741) è stato un politico svizzero.

## Biografia
Figlio di Conrad Zellweger e di Elsbeth Sturzenegger, sposò nel 1689 Agnes Tanner, figlia di Bartholome Tanner, oste. Probabilmente oste, fu vicelandamano di Appenzello Esterno dal 1702 al 1710 come pure Landamano e inviato alla Dieta federale in vari intervalli nel periodo 1710-1732. Nel 1714 fu alla testa della delegazione di Appenzello Esterno per la firma della pace di Rorschach con Zurigo e Berna, all'origine di aspre contrapposizioni politiche interne, che culminarono nel 1732-34 nel Landhandel. La fazione dei "duri" rovesciò il governo, e Zellweger fu punito con un'elevata multa e l'esclusione a vita dal governo. Fu considerata un'attenuante il fatto che egli si fosse sempre sinceramente impegnato per un compromesso e per la pace come pure per il bene del Paese.